# Mátyás király emlékmű (Kolozsvár)
A Mátyás király emlékmű vagy kolozsvári Mátyás-szobor Fadrusz János leghíresebb alkotása, pályájának csúcspontja és megkoronázása. Az 1900-as párizsi világkiállításon aranyéremmel díjazott bronzból készült szoborcsoport ma is meghatározója Kolozsvár főterének, ahol I. Mátyás magyar király szülővárosának az egyik jelképévé vált. Gaal György kolozsvári helytörténész szerint a tér összhangját, végleges arculatát a Mátyás-szobor adja meg. A szobor háta mögött emelkedő Szent-Mihály templom gótikus sziluettje történeti keretet ad a műnek. A romániai műemlékek jegyzékében Mátyás király lovasszobra CJ-III-m-A-07819 kódjellel, országos jelentőségű műemlékként szerepel.

## Története

### Előzmények
Dr. Nagy Lajos kolozsvári unitárius lelkésztől származik az elgondolás, hogy Mátyás szülővárosa nagyszabású szoborállítással készüljön a közelgő millenniumi ünnepségekre. Előterjesztését a városi tanács 1882. július 22-i ülésén tárgyalta, és Szász Domokos ajánlására határozatként fogadták el. Az emlékmű elkészítése érdekében a város 1882 májusában szoborbizottságot alakított, és a nagy terv mögé rövidesen az ország egész közvéleménye felsorakozott. Kolozsvár város tanácsa 5000 forintot szavazott meg a szoboralap javára, a maradék összeget pedig közadakozásból szándékozott előteremteni. A bizottság elnökévé Esterházy Kálmán főispánt választották meg, aki azonban nem találta időszerűnek a gyűjtést, és passzivitásával akadályozta az előrelépést.

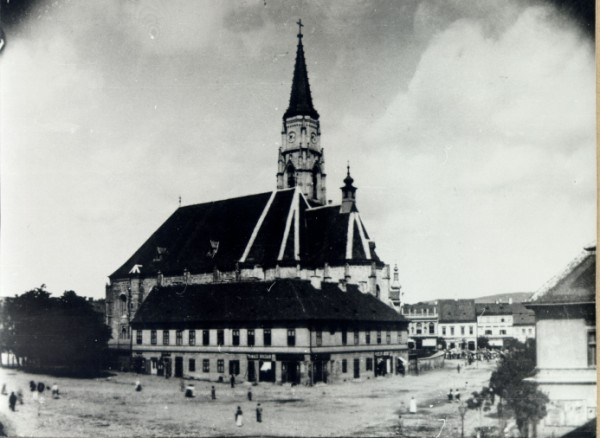
Kolozsvár főtere 1890-ben

A terv a főtér reprezentatív igényű átalakításával párhuzamosan született meg, a szobor helye maga is a Szent Mihály-templom körüli elárusító bódék elbontásával szabadult föl.
I. Ferenc József magyar király 1887-es kolozsvári látogatása újabb lendületet adott a szoborállításnak. 1888-ban új szoborbizottság alakult, amelynek elnöke Hegedűs Sándor országgyűlési képviselő lett. Ez a bizottság már hatékonyabban működött, mint az előző, és az országos gyűjtés eredményeképpen 1892 júliusára a szoboralap tőkéje már meghaladta a 120 000 koronát. Maga az uralkodó is élen járt az adakozásban, de a legnagyobb támogatást Kolozsvár városa nyújtotta azzal, hogy közel félmillió koronát költött a templom körüli épületek bontására, a főtér rendezésére, illetve Mátyás király szülőházának helyreállítására.
1893. nyarán nyílt pályázatot írtak ki, amely a következő elvárásokat tartalmazta:
- az emlékmű legyen lovas szobor
- Mátyás király testalkatára nézve a történeti hagyományt, arcát illetően a fennmaradt ábrázolásokat tekintetbe kell venni
- a felállítás helye a főtéri Szent Mihály-templom déli oldala
- az összköltség nem haladhatja meg a 100 000 forintot (azaz 200 000 koronát)
- csak hazai művészek pályázhatnak.[11]

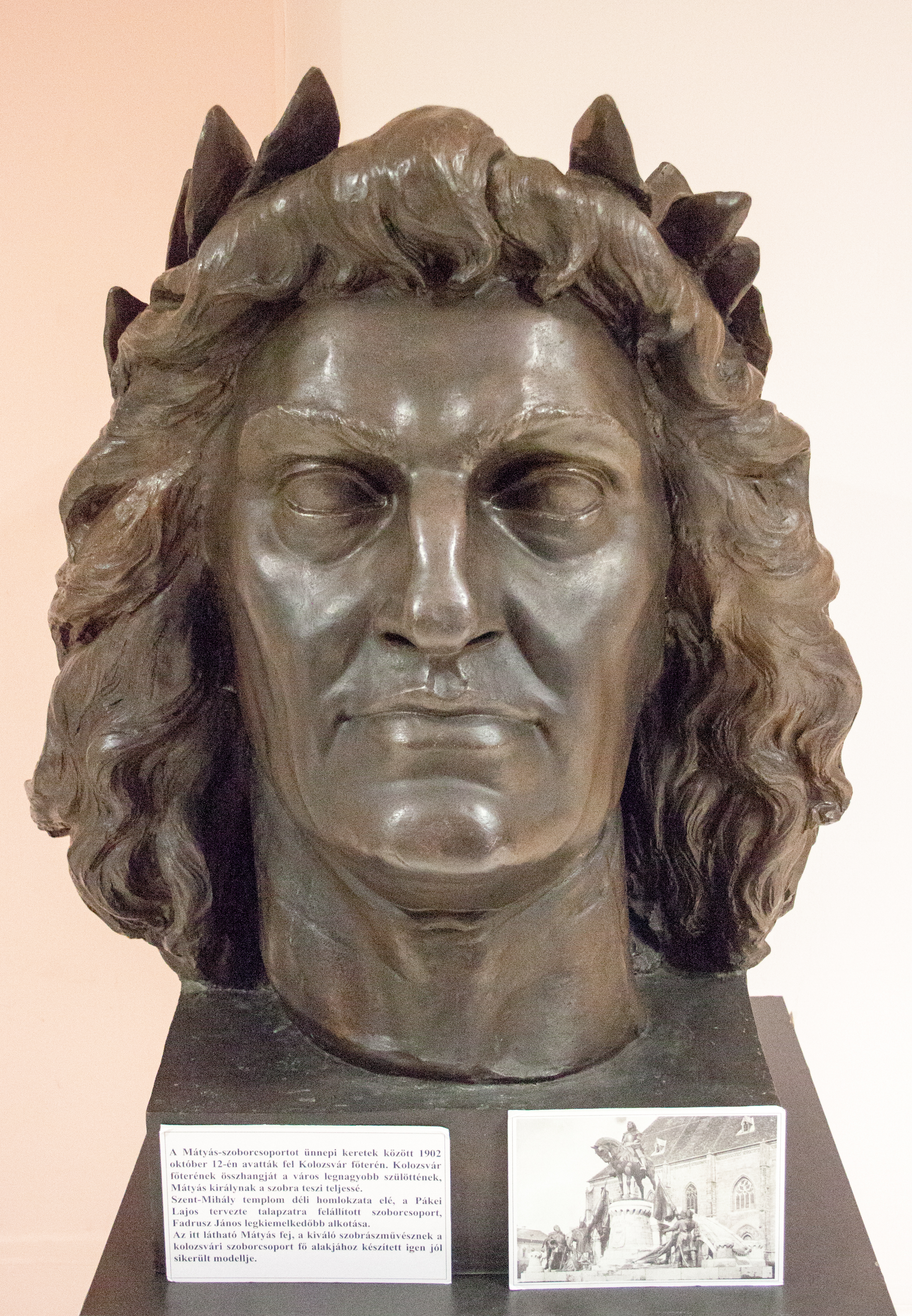
Fadrusz János: Mátyás király, modell a kolozsvári szoborhoz

A bíráló bizottság elnöke Sigmond Dezső, a várost képviselő tagjai Albach Géza polgármester, Groisz Gusztáv, Finály Henrik, Ferenczi Zoltán, Széchy Károly egyetemi tanárok, Pákey Lajos építész, Nagy Lajos  szoborpénztárnok voltak, illetve szakmai részről Strobl Alajos, Zala György és Margitay Tihamér. A hét pályázó szobrászművész (Bezerédi Gyula, Fadrusz János, Köllő Miklós, Róna József, Sovánka István, Tóth András, Vastagh György) közül az első díjat a kivitelezési megbízással együtt 1894 tavaszán vita nélkül, egyhangúlag Fadrusz Jánosnak ítélték. A megkötött szerződés szerint a szobor költségeit 200 000 koronában határozták meg. A művész azonban figyelembe véve a szobor elhelyezését arányszámításai alapján kevésnek találta a másfélszeres életnagyságú szobrokat, és a kétszeres életnagyságra tett javaslatot. Az új javaslat a költségeket még 60 000 koronával emelte meg.
A városi tanács 1894. július 4-én döntötte el véglegesen a szobor helyét: „a főtéri templom közelébe jön, olyformán, hogy arrcal a Torda utca felé néz.” Emiatt új helyet kellett keresni a Karolina-oszlopnak, de ennek átköltöztetésére csak 1899-ben került sor. Ugyanekkor történt meg a templom körüli régi cinterem parkosítása és bekerítése, illetve a templom előtti barokk portálé átköltöztetése a Szentpéteri templom elé.

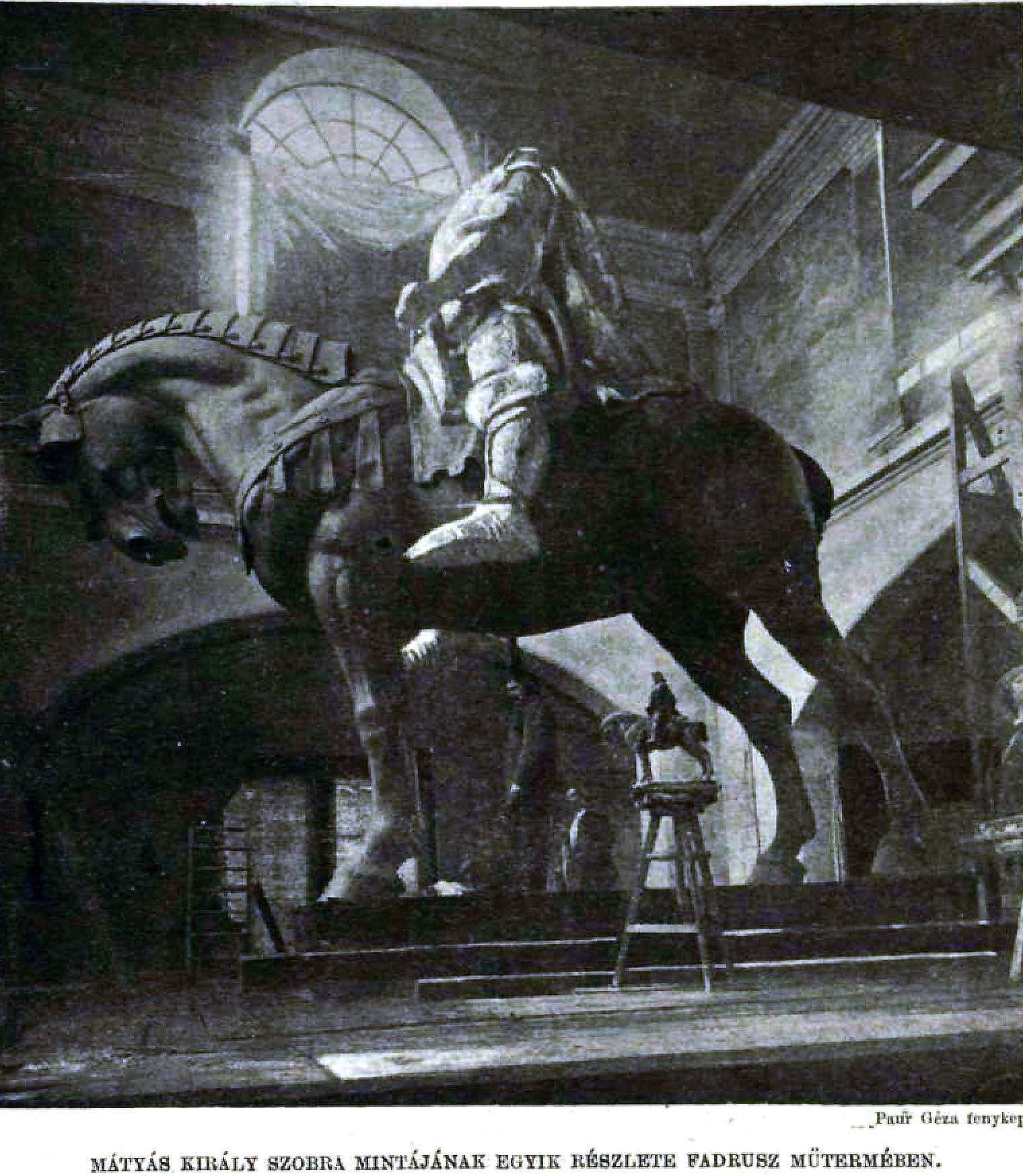
A készülő szobor a Naphegyen lévő Lisznyai utcai műteremben.

Bár a város szerette volna az emlékművet a millenniumi ünnepségekre elkészíttetni, Fadrusz ekkor még a pozsonyi Mária Terézia-emlékművön dolgozott, és 1896. szeptember 30-án még csak az alapkövet tudták elhelyezni a király személyes képviselőjének, a parlament 37 tagjának és elnökének jelenlétében. A szoborbizottság titkára, Ferenczi Zoltán a következő jelmondatot mondta az alapkő letételénél: „Legyen ez az alapkő a hazafias eszmék tűzhelye s hevítse föl minden következő nemzedék szivét." Az alapkő letétele újabb lendületet adott a gyűjtésnek; 1900-ban már 240 000 korona állt rendelkezésre.
Fadrusz a korabeli híradás szerint Budán, a Naphegyen lévő műtermében mintázta Mátyás király szobrát. A helyes arányokban megmintázott modell méreteit kellően megsokszorozva, úgy készítette el a vasvázat, mintha a hatalmas lónak a csontvázát alkotta volna meg, az összes bordáival együtt. Az így fölállított váz kovácsoltvasból készült. A mérnöki pontosságú munka után kezdődött a formálható puha agyagnak a vasszerkezetre történő felhordása. A szobor főalakjához Fadrusz összeszedte a Mátyásról fellelhető arcképeket és szoborműveket, majd azok alapján megmintázta a korabeli páncélos fegyverzetben lovon ülő alakot. A lóhoz három hónapig külön tanulmányokat folytatott a mezőhegyesi állami ménestelepen. Az összeállított szobrot a huszonegy méter magas műteremben, egy könnyen forgatható állványon állították fel. Az ércöntő műhelyben bronzba öntött minta után egy újabb gipszmodellt készítettek, amelyet elküldtek a párizsi világkiállításra. A gipszmintát a világkiállítás bírálóbizottsága a legnagyobb, Grand Prix elismeréssel jutalmazta.
Az öntési munkálatokat az újpesti Beschorner A. M. és fia kir. udv. műércöntők nevű cég végezte több részletben 1900–1901 folyamán; a cég igazgatója, Hoffman Ferenc Koronás Érdemkereszt kitüntetést kapott a szobor munkálataiért. A kolozsvári szoborbizottság 1901. szeptember 3-án vette át hivatalosan a munkát.
A szobor felállítását mintegy másfél évvel késleltették a talapzat anyaga körül kirobbant viták: Fadrusz és Pákey Lajos (a talapzat tervezője) eredeti megállapodása szerint a földdel érintkező rész süttői kőből készült volna, a bástya pedig Bácsi-toroki kőből, ugyanabból az anyagból, amelyből a város középkori falait is építették. Egyes vélemények szerint azonban a Bácsi-toroki kő nem bírta volna el a szoborcsoport súlyát, ezért a munkálatokat leállították, és vizsgálatot kértek a kőbányák anyagára. Ugyan a tervezett kő szilárdsága elegendőnek bizonyult, de a kőbánya nem tudta előállítani a Fadrusz által kért méretű tömböket, így végül a teljes talapzat süttői kőből készült.

### Felállítása és felavatása

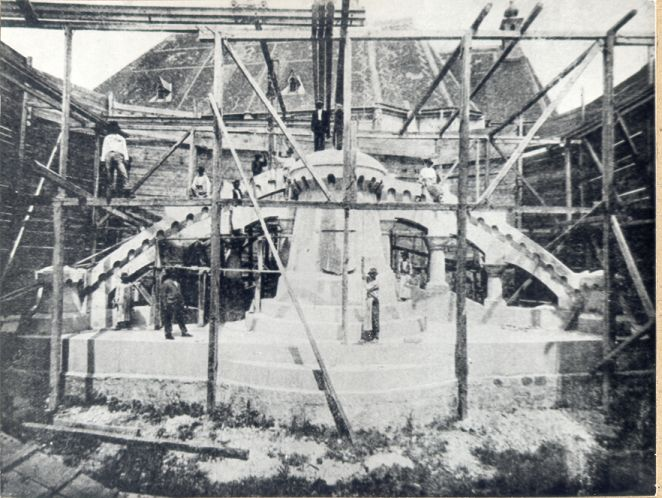
A talapzat felállítása

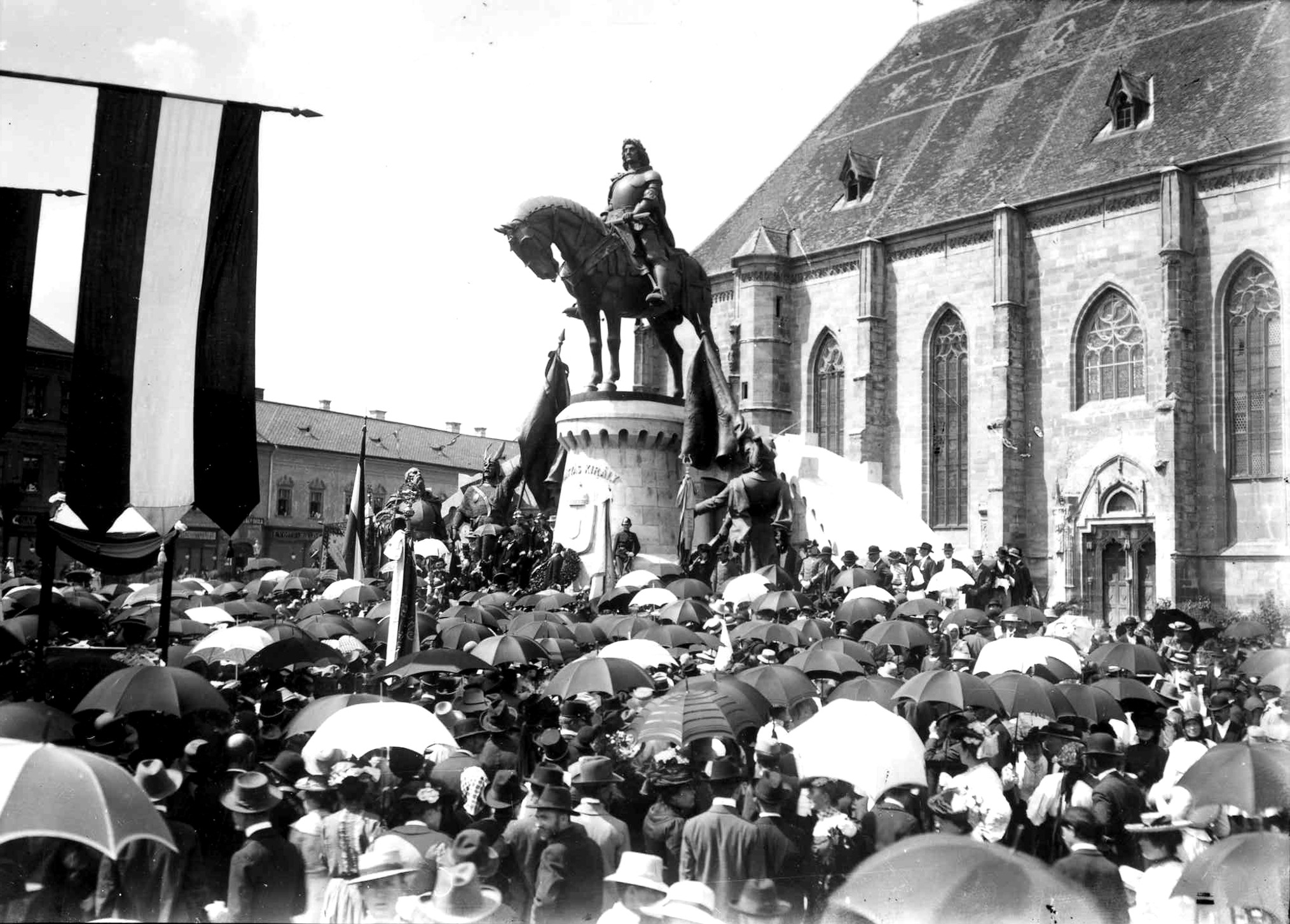
A szobor avatása 1902. október 12-én

A szobrot 1902. augusztus 13-án rakodták fel vasúti szállításra a lipótvárosi pályaudvaron. A 17 darabból álló, 18 815 kilogramm tömegű szállítmányhoz négy vasúti kocsira volt szükség. Augusztus 15-én megérkezett Kolozsvárra, ahol a pályaudvarról lovakkal vontatták be a főtérre a vagonokat a megszüntetett helyi közúti vasút még létező sínjein. Szeptember elejére a szobrot takaró deszkakerítés mögött megtörtént a darabok összeállítása; ezt követően Fadrusz tovább dolgozott a részleteken.
A Mátyás emlékművet 1902. október 12-én délelőtt tíz órakor avatták fel Kolozsvár főterén. Az ünnepségeken az uralkodóházat képviselő József Ágost főherceg mellett a hazai politikai, tudományos és művészeti élet jeles képviselői is részt vettek (köztük Széll Kálmán miniszterelnök, Wlassics Gyula vallás- és közoktatásügyi miniszter, Fejérváry Géza honvédelmi miniszter, Darányi Ignác földművelésügyi miniszter, Apponyi Albert házelnök, Jókai Mór, Benedek Elek, Alexander Bernát).
A képviselőház küldöttségével Kolozsvárra utazott Nessi Pál országgyűlési képviselő botrányt okozott a kolozsvári ellenzékkel, amikor úgy döntöttek, hogy ha az ünnepségen elhangzik „a gyűlölt kétfejű sasos házinóta”, tüntetést rendeznek. Amikor a monarchia közös hadseregének zenekara József Ágost főherceg megjelenésekor a Gott erhalte kezdetű, Osztrák Császárság himnuszát játszotta, többedmagával Kölcsey és Erkel »Himnusz«-át énekelték. Amikor a menet elvonult, lovasrendőrök oszlatták szét a tüntetőket. Az utcán a rendőrök Nessit és néhány őt követő társát kardlapozni kezdték. Nessi ellen hadbirósági eljárás indult és később az országgyűlés mentelmi bizottsága is tárgyalta az ügyét.
Egyes vélemények szerint a szoboravatásról azért hiányzott az uralkodó, mert a műemlék talapzatán a Habsburgok lobogója is a legyőzött seregek hadi jelvényei között látható. Az erdélyi románság képviselői nehezményezték, hogy kimaradtak a hivatalos meghívottak közül.
A szoboravatási ünnepély szentmisével kezdődött, amelyet Majláth Gusztáv püspök celebrált. Beszédet mondott Széll Kálmán és József Ágost főherceg, majd megtörtént a szobor leleplezése. A leleplezés közben a város összes templomában meghúzták a harangokat, a Fellegváron pedig 24 ágyúlövést adtak le. A város az alkalomra több száz oldalas díszes Mátyás-albumot adott ki, a színházban Mátyás emlékére ünnepi műsort adtak, melyet díszvacsora követett. Fadruszt elismerésekkel halmozták el, az uralkodó a Vaskorona-rend II. osztályával tüntette ki, a várostól díszpolgári címet, az egyetemtől díszdoktori címet kapott.
Bartha József erdélyi képzőművész 2017-es véleménye szerint az emlékmű felállítása volt „Erdélyben az utolsó komoly szoborállítás”.

### Restaurálásai

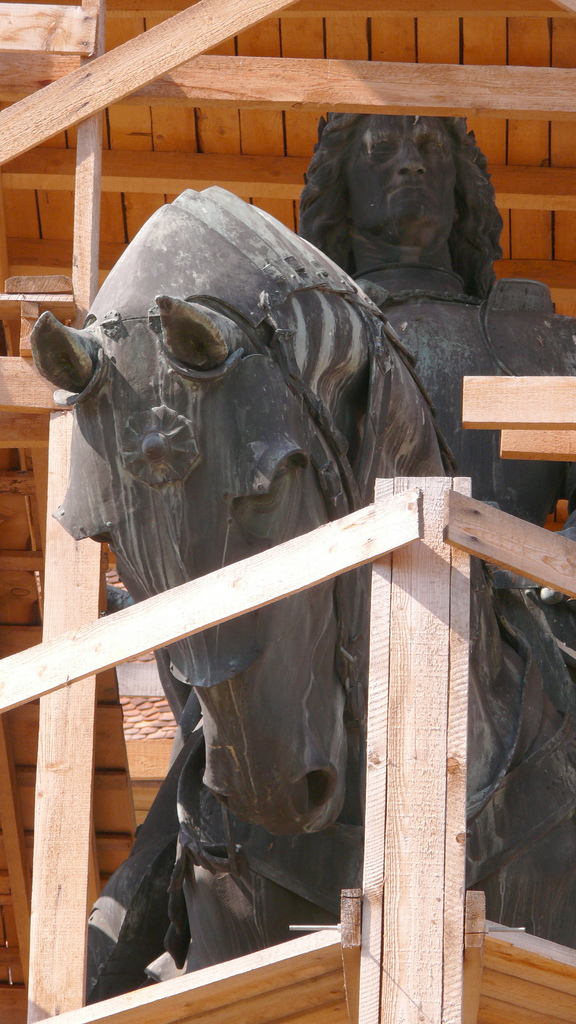
A restaurálás alatt álló szobor, 2008

1907-ben a szobor lovának lábain repedések támadtak, amit az öntéskor benne hagyott vizes vatta okozott. A szobor szerkezetét is veszélyeztető hibát sikerült elhárítani azzal, hogy a vattát eltávolították és az üreget ólommal töltötték ki.
1941-42-ben a bécsi döntés utáni magyar városvezetés, személyesen dr. Keledy Tibor polgármester Kósa-Huba Ferencet bízta meg a restaurálással. Kósa-Huba Ferenc 1941. november 28-án nyilatkozott a Keleti Újság című lapnak: „Fadrusz János, az alkotó szellemében kell a szobrot restaurálnom. Semmit sem szabad elvennem belőle és semmit sem adhatok hozzá." A bástyaszerű historikus posztamens kőtömbjeinek egy része lepusztult, szétnyílt, kilazult, ezért sürgős pótlásukra volt szükség. Famodelleket készítettek, melyek alapján újrafaragták a különböző szögekben és ívekben megformázandó köveket. A talapzatra az újrafaragott eredeti Mátyás címer került és az eredeti magyar nyelvű „MÁTYÁS KIRÁLY” felirat. A látványosabb műveletekről filmfelvétel is készült, amelyet a mozikban vetítettek.
Miután a második világháborúban, 1944. június 2-án a várost szövetséges bombatámadás érte, felmerült a szobor lebontásának és biztonságba helyezésének gondolata. A város erre a célra már korábban sziklabarlangot készíttetett elő a Donát út végén, de a tervet végül nem valósították meg.
1958-ban a talapzat kisebb javítására került sor.
Az évek során a szobor állapota folyamatosan romlott, a víz a talapzatba beszivárgott és a lovasszobor megdőlt, 2006 nyarán és 2007 áprilisában a szobor talapzatáról levált egy-egy darab, a romlást okozó átnedvesedés a ló alatti fémburkolat résein és a szétnyíló
kőfugákon keresztül behatolt a szerkezetbe, így a híradások arról szóltak, hogy a restaurálás halogatása további állagromlásokhoz vezethet. 2006-ban a magyar és a román kormány döntött arról, hogy a szobrot közösen állítják helyre, és a 800 000 euróra becsült költségeket fele-fele arányban viselik. A szobor restaurálására vonatkozó szerződést 2009. július 22-én írták alá, a munkák befejezési határideje 2010. július 22. volt, a felújítási munkálatok azonban elhúzódtak.
A Mátyás szoborcsoport felújításának engedélyezési terveit – előzetes kutatások és vizsgálatok alapján – Szabó Bálint műemlékrestaurátor és munkatársai végezték, a felújítást Kolozsi Tibor szobrász-restaurátor vezette, aki a restaurálás munkafolyamatait magyarországi műemlékvédelmi szakemberekkel egyeztette. A restaurálás során a talapzatra, az 1902-ben rávésett eredeti „Mátyás király” felirat helyett a „Mathias Rex” felirat került; az uralkodói címert nem restaurálták. A restaurátorok fényképek alapján pótolták az eltűnt részleteket is, például Kinizsi Pál sisakján lévő tolldíszt és Báthory István sisakforgóját. A mészkőből készült talapzat hiányzó részeit az eredetivel megegyező, süttői díszmészkővel pótolták. A lovasszobor belsejébe egy négy kilogrammos rézből készült henger alakú időkapszulában levelek, versek, gyermekrajzok, gépelt papírlapok, újságok és Xantus Gábor filmrendező egyik filmtekercse is bekerült. A restaurált szoborcsoport felavatásának ünnepségét 2011. április 2-án tartották meg.

### Román-magyar konfliktusok
A Kolozsváron felállított emlékszobor az 1902. évi fölavatásától napjainkig (bár egyre csökkenő mértékben) a románok és magyarok közötti nemzeti–etnikai konfliktusok és rendzavarások szimbolikus tárgya maradt. Az emlékmű az ikonográfiájával, a királyi hatalom szimbólumaival és tekintélyes méreteivel Mátyás magyar király hódító alakját hangsúlyozza.
A szoborcsoport üzenetét a román és magyar társadalom különbözőképpen értelmezte. A románokat érzékenyen érintette a talapzatra dobott, Mátyás előtt hódoló moldvai zászló, de az sem szült jó vért, hogy az avatási ünnepségekre a románság vezetőit nem hívták meg.

#### Történelmi háttér

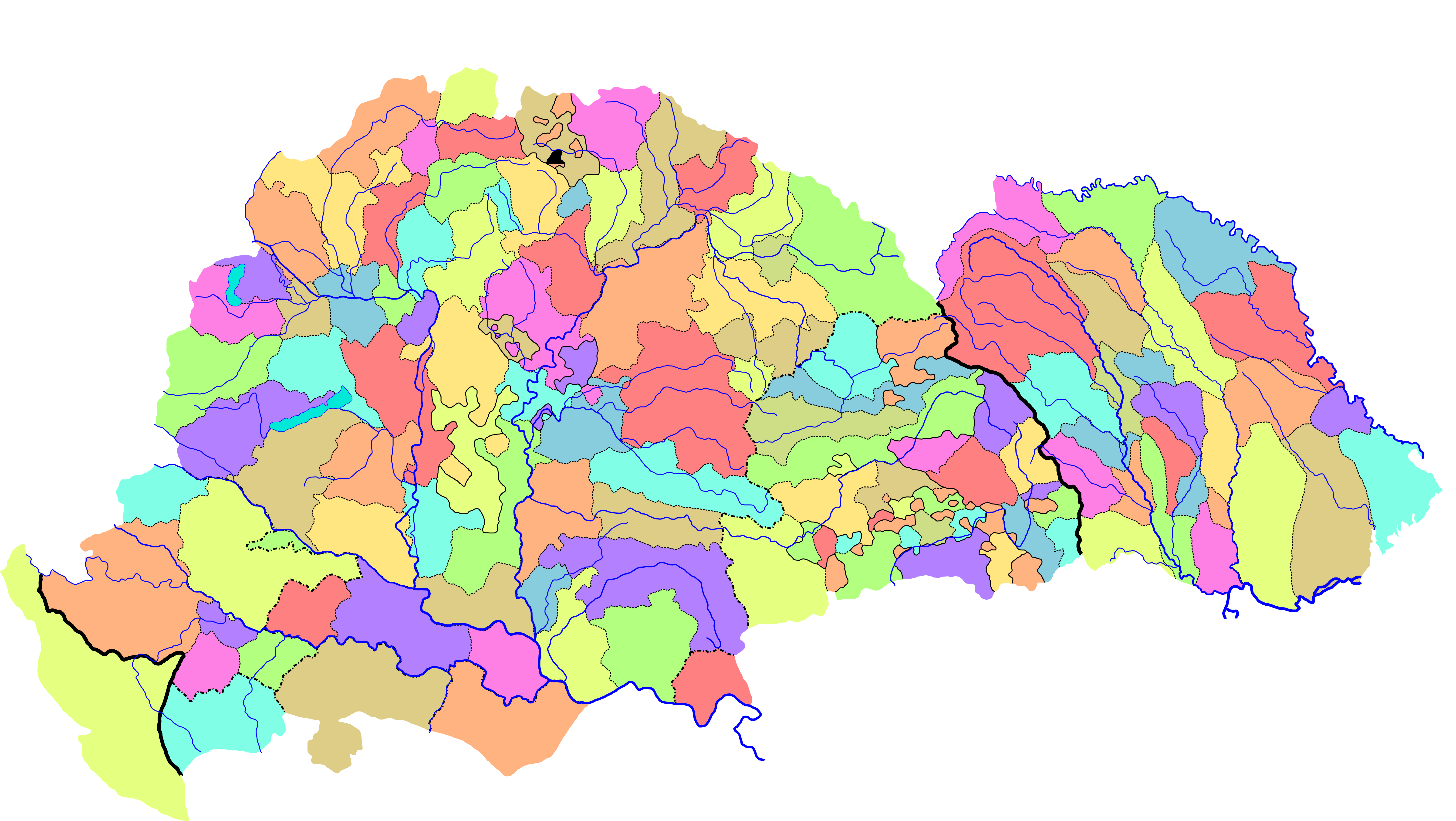
A középkori Magyar Királyság és Moldva területe és közös határa

Az emlékművel kapcsolatos konfliktusok részben Mátyás király és Moldva viszonyának eltérő értelmezésével magyarázhatóak. Moldva történetében a legdicsőségesebb korszak III. István moldvai fejedelem uralkodása volt, akit a kortársak is a „Nagy” jelzővel illettek. István trónra léptekor Moldva egyaránt függött a Litván Nagyfejedelemségtől és a Magyar Királyságtól is, az oszmán szultánnak pedig adót fizetett. 1467-ben főként Mátyás pénzügyi reformjai és a növekvő adóterhek miatt kitört főúri adólázadás elfojtására Mátyás Erdélybe vonult, egyúttal addigi vazallusa, a moldvai fejedelem ellen is hadjáratot indított. A moldvabányai csatában István legyőzte Mátyás seregét, és maga Mátyás is megsebesült, viszont utána a moldvai sereget visszaszorították. Bánlaky József A magyar nemzet hadtörténelme című művében megjegyzi, hogy a győzelmet mindkét fél magának tulajdonította, amire nézve az egykorú történetírók nézete is megoszlik. Kubinyi András a Mátyás-kori Magyarország neves kutatója szerint Mátyás király hadserege 1467. december 15-én vereséget szenvedett III. (Nagy) István seregétől, amit azonban a királyi propaganda győzelemként akart a korabeli közvélemény számára bemutatni.
Ezt a vitatott történelmi eseményt is megidézi Fadrusz János többalakos kompozíciója azzal, hogy Mátyás diadalmas hadvezérei a legyőzött hadseregek zászlóival hódolnak a nagy királynak.

#### A trianoni békeszerződést követően
Az 1918-as impériumváltást követően Kolozsváron több emléktáblát és szobrot felszámoltak, hogy helyet teremtsenek a román nemzeti múlt emlékezetének.  Ezzel összefüggésben megkezdődött a Fadrusz-művet övező szimbólumok újraértelmezése is, előbb Mátyás királyi címerét távolították el a talapzatáról. Többször is felmerült a szoborcsoport elpusztításának vagy elköltöztetésének a terve. 1919 tavaszán erdőfeleki román parasztok ökrökkel próbálták a lovat a talapzatáról lehúzni, majd szimbolikus üzenetét ellensúlyozandó 1921-ben vele szemben fölállították a capitoliumi farkas másolatát, a római városi elöljáróság ajándékát. 1922-ben nyilvánosságra került egy olyan elgondolás, hogy a szobrot Mátyás szülőházának udvarán helyezik el, és helyére Avram Iancu szobrát állítják majd, ami nagy felháborodást keltett a magyarok között.
1926-ban Nicolae Iorga kifejtette, hogy a Mátyás-szobor, úgy ahogy van, történelemhamisítást jelképez. „Íme, itt van ez a hatalmas férfiú, aki lehajtott, letört zászlót tart a kezében. Moldva megalázását jelenti ez, vagyis azt, hogy Mátyás legyőzte volna Moldovát” 
A szobor sorsáról kialakult vitának 1932-ben a talapzatán elhelyezett táblával vetettek véget, mely által új kontextust próbáltak teremteni az emlékműnek. A Nicolae Iorga által írt román szöveg a saját nemzetére támadó, de legyőzött királyról a következő:
| Biruitor în războaie,învins numai la Baia de propriul său neam când încerca să învingă Moldova nebiruită |

Az idézet magyar nyelven: „Győzelmes a háborúban, legyőzetett Baián (Moldvabánya román neve) saját nemzete által, midőn a legyőzhetetlen Moldvát próbálta leigázni.” A szöveg Mátyás etnikai eredetét és Ștefan cel Mare moldvai fejedelem ellen vezetett 1467. évi sikertelen moldvai hadjáratát és vesztes csatáját foglalta közös ideologikus értelmezésbe.

#### A második világháború alatt
1940-ben a második bécsi döntést követően, a magyar bevonulás után visszaállították a szobor 1902-es állapotát; a capitoliumi farkast eltávolították. 1945-ben eltávolították Mátyás király koronával díszített hollós címerpajzsát, és a Magyar Népi Szövetség alelnökének Balogh Edgárnak a javaslatára a szovjet hatóságok a magyar nyelvű „Mátyás király” feliratot az etnikailag semleges, latin nyelvű megfelelőjére (Mathias rex) cserélték. A Mátyás-szoborral szemben állt az az emelvény, amelyről I. Mihály román király fogadta a lakosság felvonulását 1945 márciusában, miután az egyoldalú szovjet döntés Észak-Erdélyt újra román közigazgatás alá helyezte.

#### 1989 után
Gheorghe Funar polgármester 1992. november 30-án ünnepség keretében helyezte el ismét talapzatára, a Mathias rex felirat alá az 1932-es táblát, a saját nemzetére támadó, de legyőzött Mátyás királyról szóló Iorga-idézetet. Domokos Géza az RMDSZ nevében Ion Iliescu elnöknek és Nicolae Văcăroiu miniszterelnöknek írt nyílt levelében tiltakozott a Mátyás király szobrára elhelyezett Iorga-idézet ellen.
2002-ben Markó Béla magyar költő a Mátyás-emlékművet már a nagy király előtti méltó tiszteletadásnak, Kolozsvár jelképének, Erdély nem hivatalos címerének nevezhette. 2011. április 2-án a restaurált szobrocsoport avatási ünnepségén Tőkés László, az Európai Parlament képviselője is beszédet mondott, aki kijelentette, hogy „végre-valahára egyaránt, újból jó lesz románnak lenni Ștefan cel Mare országában, magyarnak lenni Mátyás hazájában – magyarnak, románnak és száz nyelven beszélő egyenrangú polgárnak lenni Európában”.

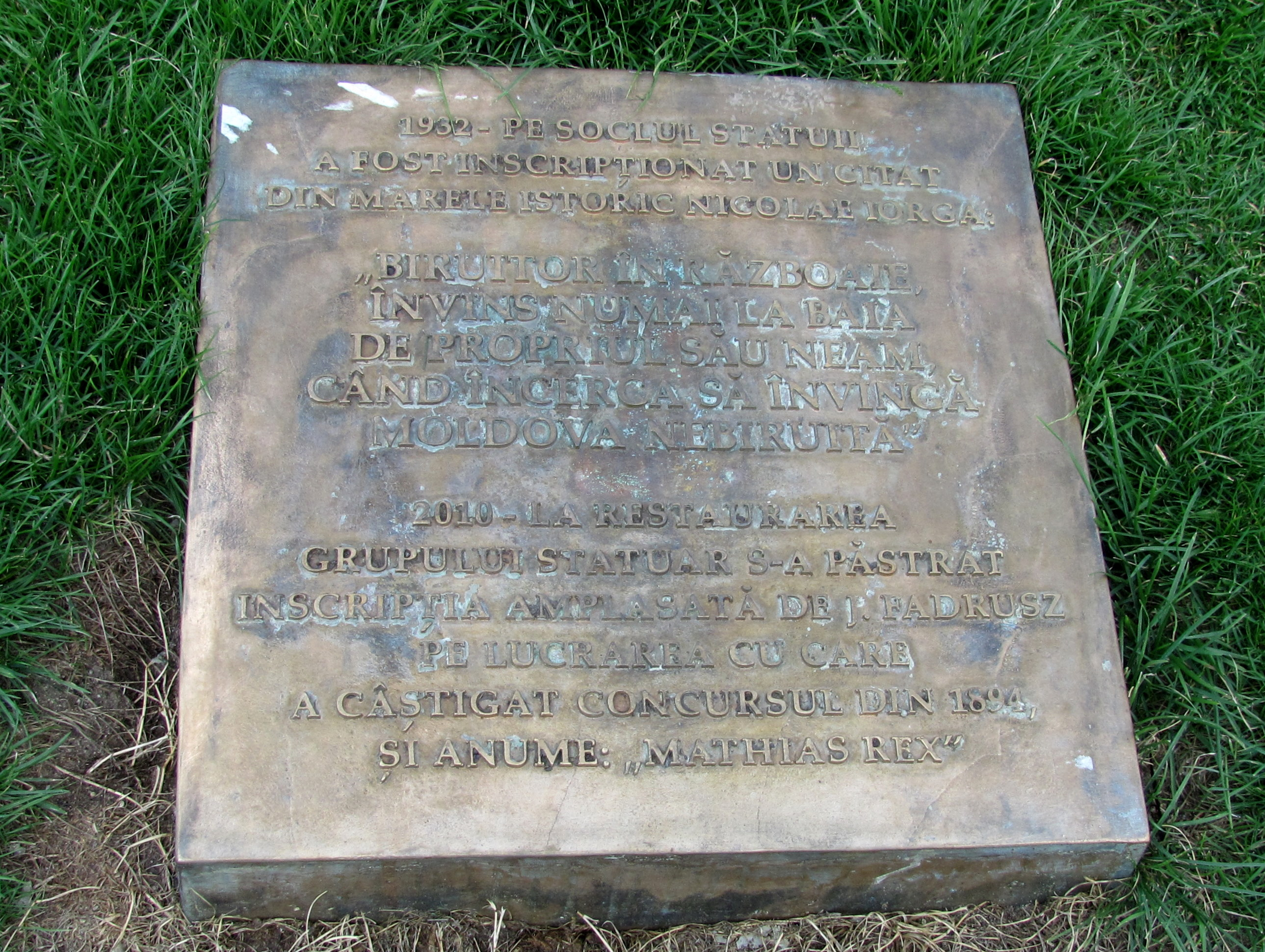
A 2011-ben kihelyezett tábla a Iorga-idézettel...

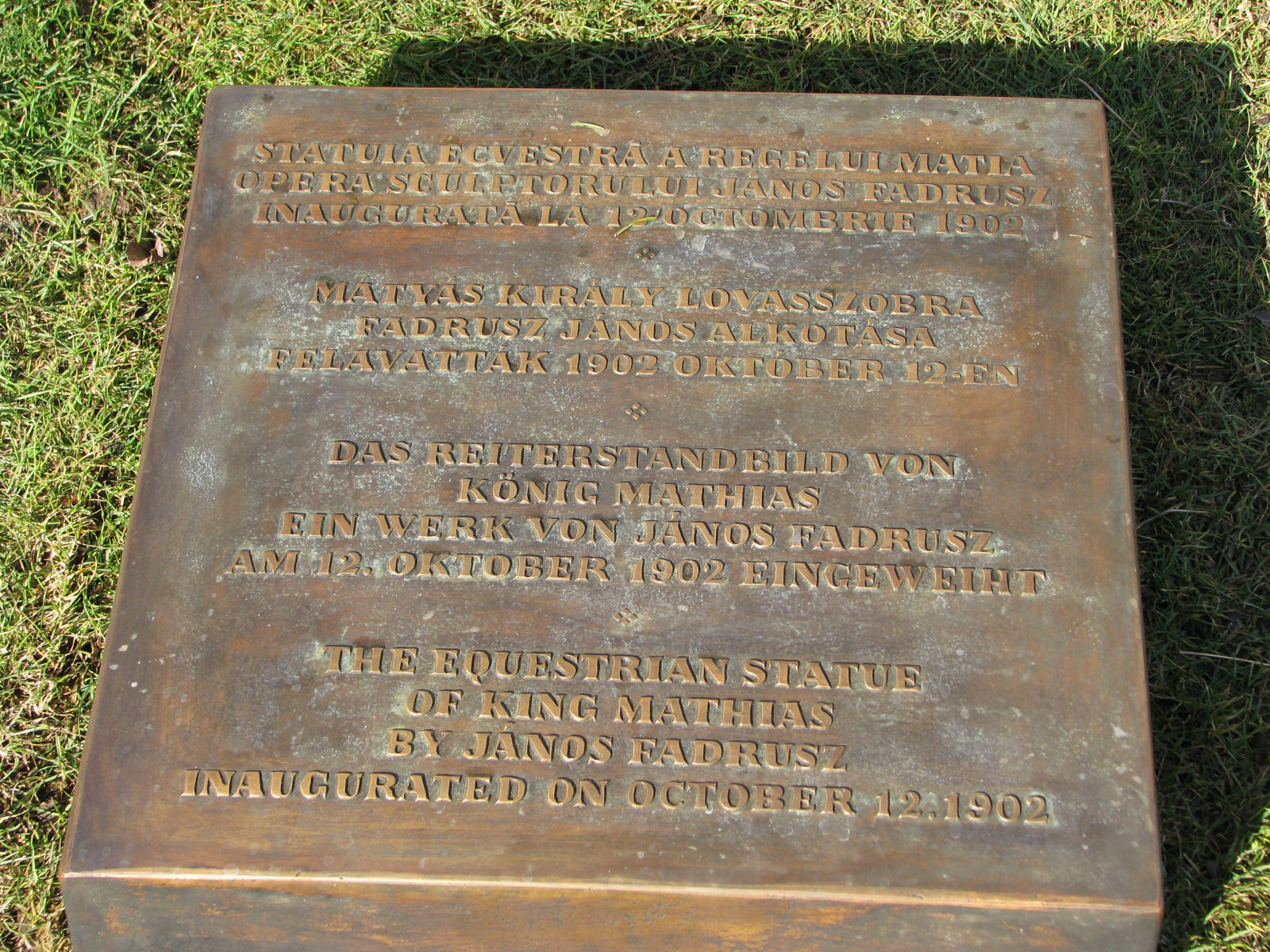
... és a négynyelvű fedőfelirat, amellyel eltakarták

A felújítást követően ismeretlenek kiegészítették az emlékművet és a talapzatot övező füves szoborkertben a földbe süllyesztve, elhelyeztek egy bronztáblát is, Nicolae Iorga román történésztől származó idézettel. Előzőleg Camil Mureşanu, Horia Colan, Dumitru Protase és Emil Burzo akadémikusok követelték a tábla visszaállítását, mert az „részese volt a szobor történelmének, illetve Kolozsvár jelenkori kollektív tudatának”. A román műemlékvédő szakemberek azonban jegyzőkönyvet vettek fel az esetről, és kérték a polgármestertől a műemlékvédelmi és építkezési engedély nélküli tábla eltávolíttatását. Az erdélyi Krónika szerint provokáció történt, és Kelemen Hunor kulturális miniszter levélben figyelmeztette Sorin Apostu kolozsvári polgármestert: az illetékes hatósághoz fordul, ha a kolozsvári önkormányzat nem távolítja el a táblát. Virgil Pop, a Kolozs Megyei Műemlékvédelmi Bizottság elnöke is azt kérte, hogy az eredeti terveknek megfelelően, helyezzék el a hivatalosan engedélyezett, négy nyelvű bronztáblát. 2011. júniusában a Bolyai Kezdeményező Bizottság (BKB) egy akció keretében négynyelvű felirattal takarta le a polgármesteri hivatal által elhelyezett vitatott Iorga-táblát. A város polgármestere, Sorin Apostu szerint a tábla törvényesen, a jóváhagyott restaurálási terv tiszteletben tartásával került az alkotás elé, és elhelyezése történelmi jóvátétel. Horea Uioreanu, a Nemzeti Liberális Párt (PNL) parlamenti képviselője is hozzászólt a kolozsvári művészettörténeti vitához, és azt nyilatkozta, hogy Hunyadi Mátyást a hátsó felébe helyezett nyílvesszővel kellene ábrázolni a Mátyás-lovasszobron.
2012-ben kormányellenes tüntetők fekete színű festékkel obszcén, román nyelvű  feliratot fújtak a felújított szoborcsoport talapzatára.
2013-ban enyhén megrongálódott az egyik bronzzászló rúdja, amely feltehetően a talapzatra felmászó turisták miatt történt, a füves szoborkert ugyanis nem működik védő akadályként a szobor körül.
2015-ben barna festékkel öntötték le hátulról a lovasszobor talapzatát. Csoma Botond városi tanácsos, az RMDSZ Kolozs megyei elnöke a bűncselekmény után a restaurálást végző Kolozsi Tibor szobrászművésszel konzultált a szobor eredeti állapotba való visszaállítása ügyében. 2017. november 3-án ismeretlenek megrongálták: letörték Szapolyai István szobrának sarkantyúját, Mátyás király szobrán pedig elhajlították az egyiket. Mivel a szobrot védő biztonsági kerítés hiányában, a rendőrökmek egyenként kell leterelgetniük a szobor talapzatán játszadozó gyerekeket és fegyelmezetlen turistákat, a Romániai Magyar Demokrata Szövetség városi frakciója az emlékmű védelmét szolgáló intézkedések fokozását kérte. Röviddel ezután újabb interetnikai vitát váltott ki az a polgármesteri döntés hogy a téli hónapokban szokásos főtéri korcsolyapályát a korábbi évektől eltérően a szoborcsoport köré állítják fel.
2018-ban Hunyadi Mátyás születésének 575., királlyá választásának 560. évfordulóján háromnapos ünnepségsorozat kezdődött Kolozsváron. A 26. Kolozsvári Mátyás Napok alkalmából fáklyás felvonulást rendeztek, a fáklyákat pedig díszkivilágításként a szoborcsoport előtt álló installációba helyezték.
2018. márciusában Ioan-Aurel Pop történész a Román Akadémia tagja,  a kolozsvári Babeș–Bolyai Tudományegyetem (BBTE) rektora egy interjúban úgy fogalmazott, hogy tulajdonképpen Mátyás király „Erdély és egyebek királya is volt, vagyis mai szóhasználattal élve „nemzetközi” uralkodó volt. Egyformán jelkép a magyarok és a románok számára, és az lenne a természetes, ha nem megosztana, hanem egyesítene minket. Ez pedig a tőle vagy a korából megmaradt örökség hatékony hasznosításával kezdődhetne.”

## Leírása

### Kompozíció

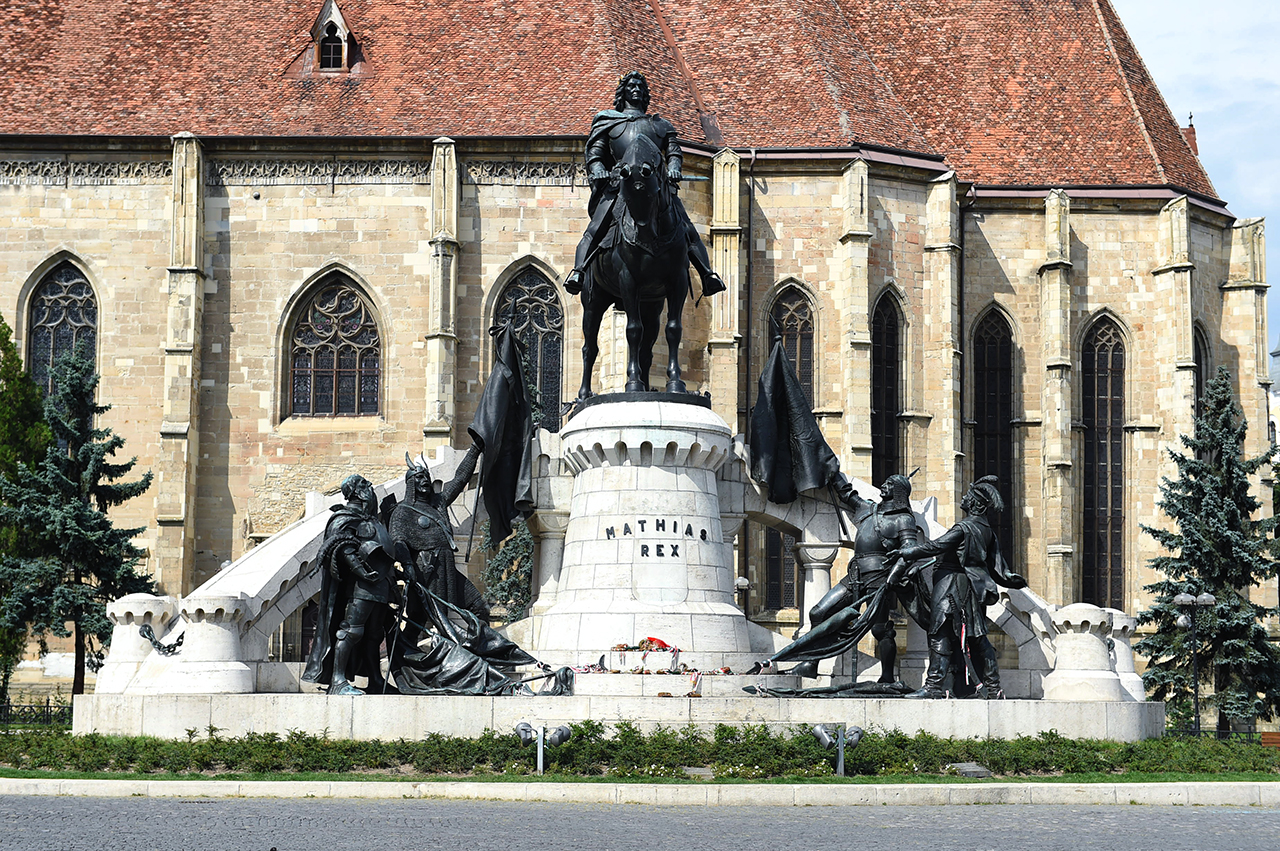
Fadrusz János: „Ez a háttér és így kell nézni.”

Fadrusz János a reneszánsz szobrászat klasszikus kompozíció-szerkesztését használta. A szoborcsoport egyenlő szárú háromszög alakot alkot. A háromszög alakzat csúcspontján a király babérkoszorús feje áll, az oldalvonalakat a mellékalakok felemelt zászlói alkotják. Feltűnik nagy tömege, monumentális hatása, mely szemből érződik leginkább. Olyannyira így van ez, hogy oldalról, vagy hátulról szemlélve teljesen más képet mutat. Az oldalnézetben a teátrális, zászlót tartó mellékalakok szinte eltűnnek a lovasszobor mellett. Néhány nézetből érvényesül a szobor monumentalitása. A szoborcsoport olyannyira a háttérhez van megkomponálva, hogy a Szent Mihály-templomra szinte rátámaszkodik, és ezért tulajdonképen egynézetű. Maga az alkotó, a páncélos királyt lóháton ábrázoló művéről is azt hangsúlyozta a szobor előtt állva, hogy „Ez a háttér és így kell nézni.”

### Főalak

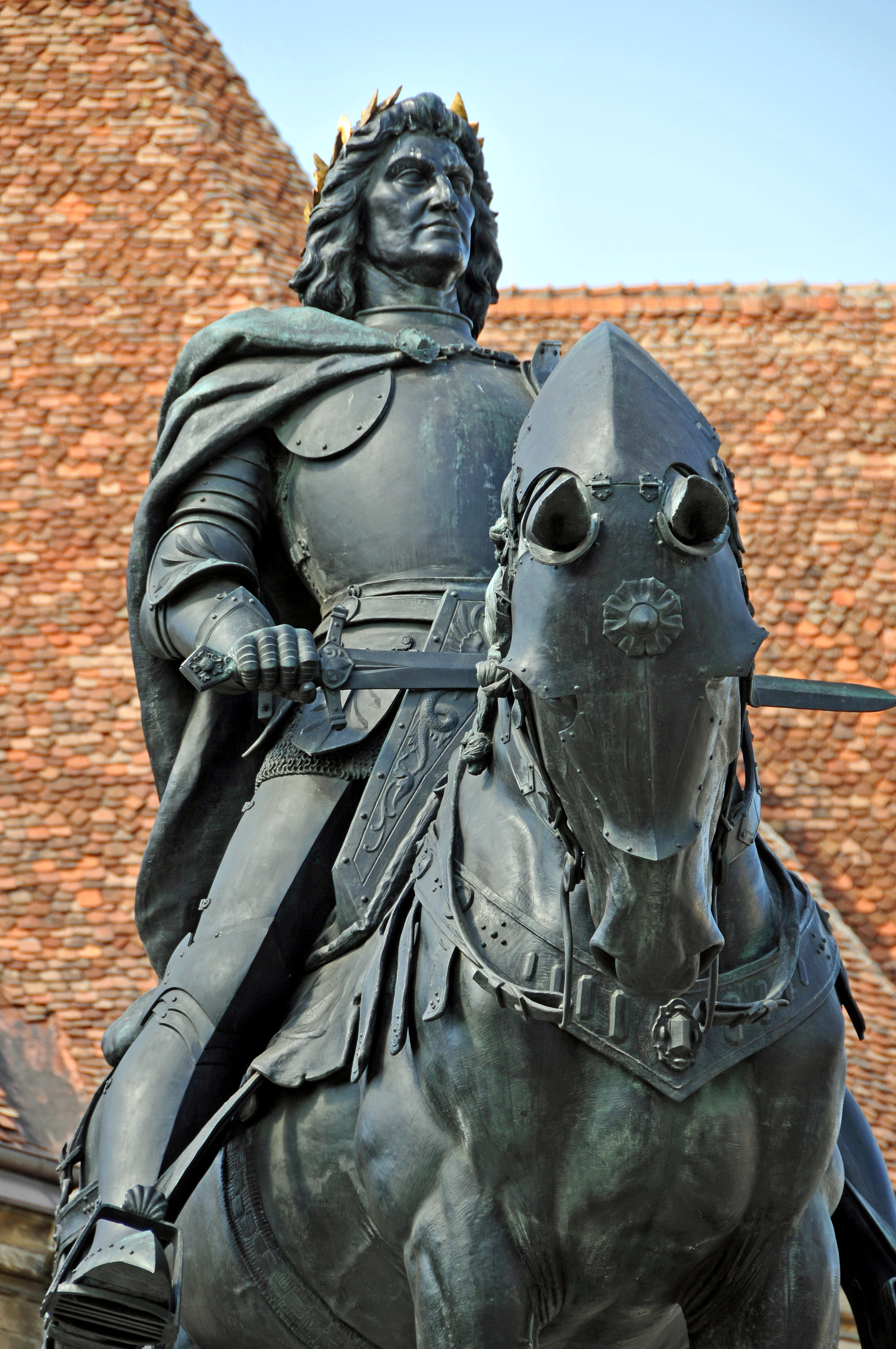
Mátyás király alakja, fején az újraaranyozott babérkoszorú (2012)

Több művészettörténész véleménye szerint Fadrusz a király arcvonásainak kialakításához a Bautzenben található 1486-ból származó szobor szolgáltatta az alapot (ennek egy gipszöntvénye 1894-ben került Budapestre, tehát a szobrász is ismerhette). Más nézetek szerint az ábrázoláson Andrea del Verrocchio művének, Bartolomeo Colleoni lovas szobrának hatása is felismerhető.
A művész abban a pillanatban ábrázolja a nagy királyt, amikor egy vár bástyájáról végigtekint győztes seregén. Páncélos alakja büszkén üli meg a lovat, arcán erő és büszkeség sugárzik. Kardját maga előtt keresztben fektetve tartja, mint aki most jött meg a dicsőséges csatából. Nem ül, hanem szinte áll a kengyelben, a ló kantárszárát szabadon engedve. Fején nem katonai sisak, hanem a győzelmet jelképező aranyozott babérkoszorú díszíti. (Az aranyozás nyomaira a szobor felületének megtisztításakor bukkantak a restaurátorok)
Lázár Béla 1913-as tanulmánya szerint „Mátyás lova csupa izom és erő, önérzet és büszkeség, remeg a fojtott tűztől, a cselekvési vágytól, de elfojtja azt, mert érzi ura kezét. Mátyás megereszti a kantárt, mert áll és vigyáz, gondolatai a messzeségben kalandoznak, de úgy ül a nyeregben, kifeszített lábbal csak felső csontjával kormányozva, mint ahogy az a korareneszánszban volt divat, mint Colleoni, a velencei szobron, de biztosan, hatalmas nyugalommal.” Kristóf György 1943-ban megjelent elemzése is a főalak nyugalmát hangsúlyozza: „a messziségbe néző, a jövőt vigyázó sajátosan Mátyás arc és fő a csúcspontja és koronája a lóban és lovasban harmonikusan kifejezett erő és nyugalom fenségének.”
Maga a művész a szoborbizottsághoz írt levelében így írt erről: „A kolozsvári Mátyás szoborban Magyarország fénykorát ábrázolom, amikor a magyar rettegve tisztelt és csodált nemzet volt Európa népei között. Ha a magyar ember szíve elborul és vigasztalást keres a régmúlt idők fényében és nagyságában, akkor e dicsőségteljes, pazar és világraszóló korszakba bolyong vissza és ott találja azt a csodás alakot, a magyar nép királyát, Hunyadi Mátyást, aki egyszerű ember tudott lenni az egyszerű emberekkel, de az akkori kor fejedelmei között olyan volt, mint sas a verebek között”.
Marosi Ernő művészettörténész gondolata szerint a szoborcsoport Mátyás alakjára önkéntelenül vetítődött „a 19. században a nemzeti függetlenség hőseként ideállá vált nemzeti király megváltozott képe; egyben egy megváltozott nemzeti önarckép”.

### Mellékalakok
Az 1893. június 11-én kiadott pályázati kiírás elvárása szerint a műemlék esetleges mellékalakjainak vagy domborműveinek megformázásakor, Mátyás király hadi, államférfiúi, tudomány- és művészetpártoló tulajdonságait kellett kiemelni. A hagyomány szerint az emlékmű mellékalakjai a fekete sereg vezérei, balról Magyar Balázs és a veje, Kinizsi Pál, jobbról pedig Szapolyai István és Báthory István.
A királynak hódoló, a győztes csatákban szerzett török, német, bécsi, boszniai, cseh-morva, lengyel, és moldvai zászlókat tartó mellékalakok beazonosításáról szóló információk eredete Szabó Sámuel történész, egykori 1848-as honvédfőhadnagy 1902-ben Kolozsváron a Történelmi Lapokban megjelent cikke. A mellékalakokról szóló  információt közölt 1902. október 19-én a Vasárnapi Ujság is, amely szerint Szádeczky Lajos történész az avatást követő díszebéden, a művészt méltató szónoklatában „a közóhajnak s a mester kívánságának” megfelelve megnevezte a mellékalakokat.
A szobrász levelezésében és egyéb írásaiban azonban nem fordul elő erre vonatkozó utalás; saját nyilatkozata szerint a mellékalakok a fekete sereg harcosait ábrázolják. Lyka Károly művészettörténész azonban azt feltételezte, hogy a Mátyást körülvevő négy mellékalak történelmi személyiségként való azonosítása pusztán csak városi legenda. Szintén az ő véleménye az is, hogy a Báthorynak tartott mellékalakon Fadrusz önmagát mintázta meg.

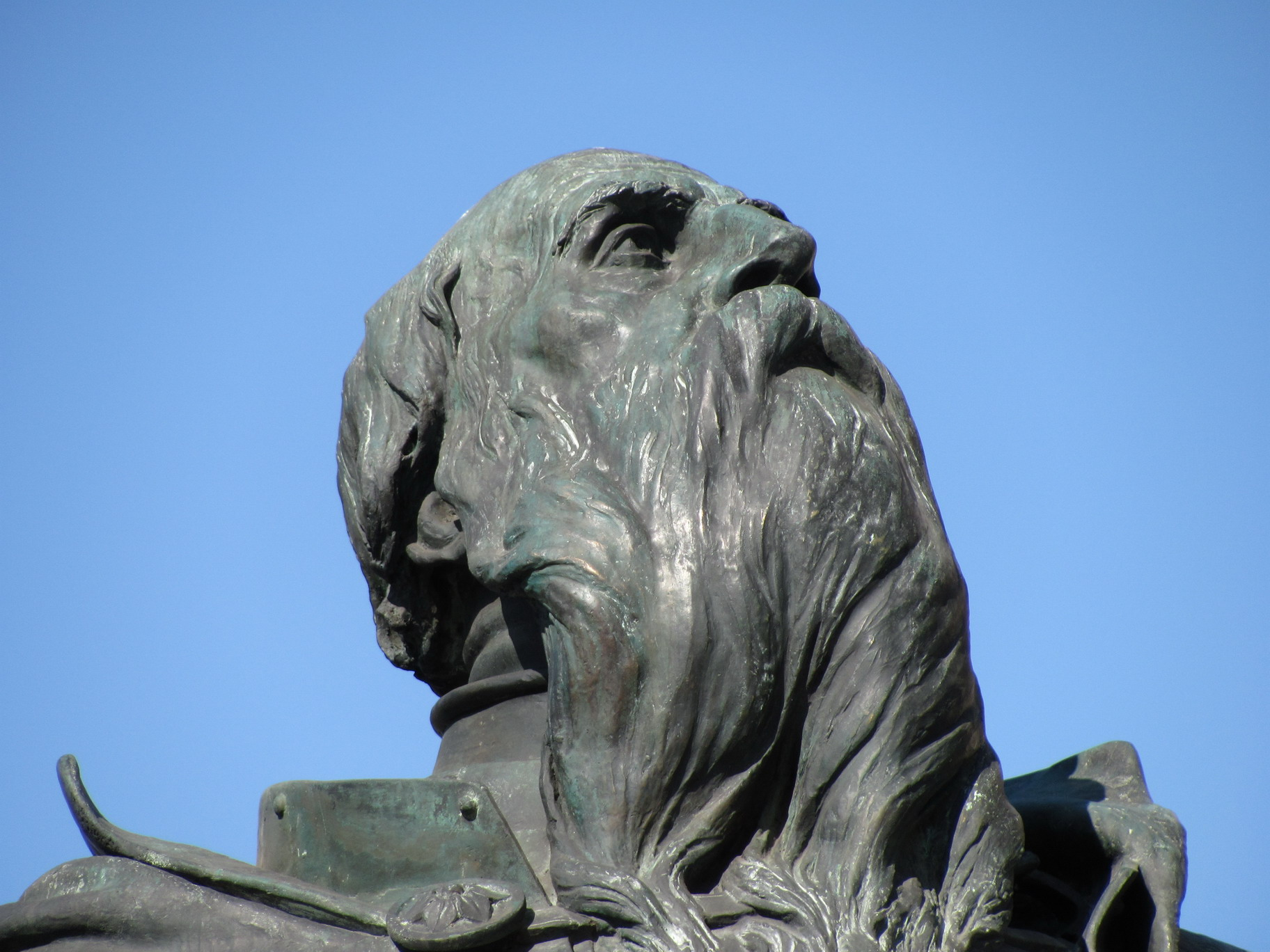
A harc viharában edzett ősz alak Magyar Balázs, a fekete sereg hadvezére
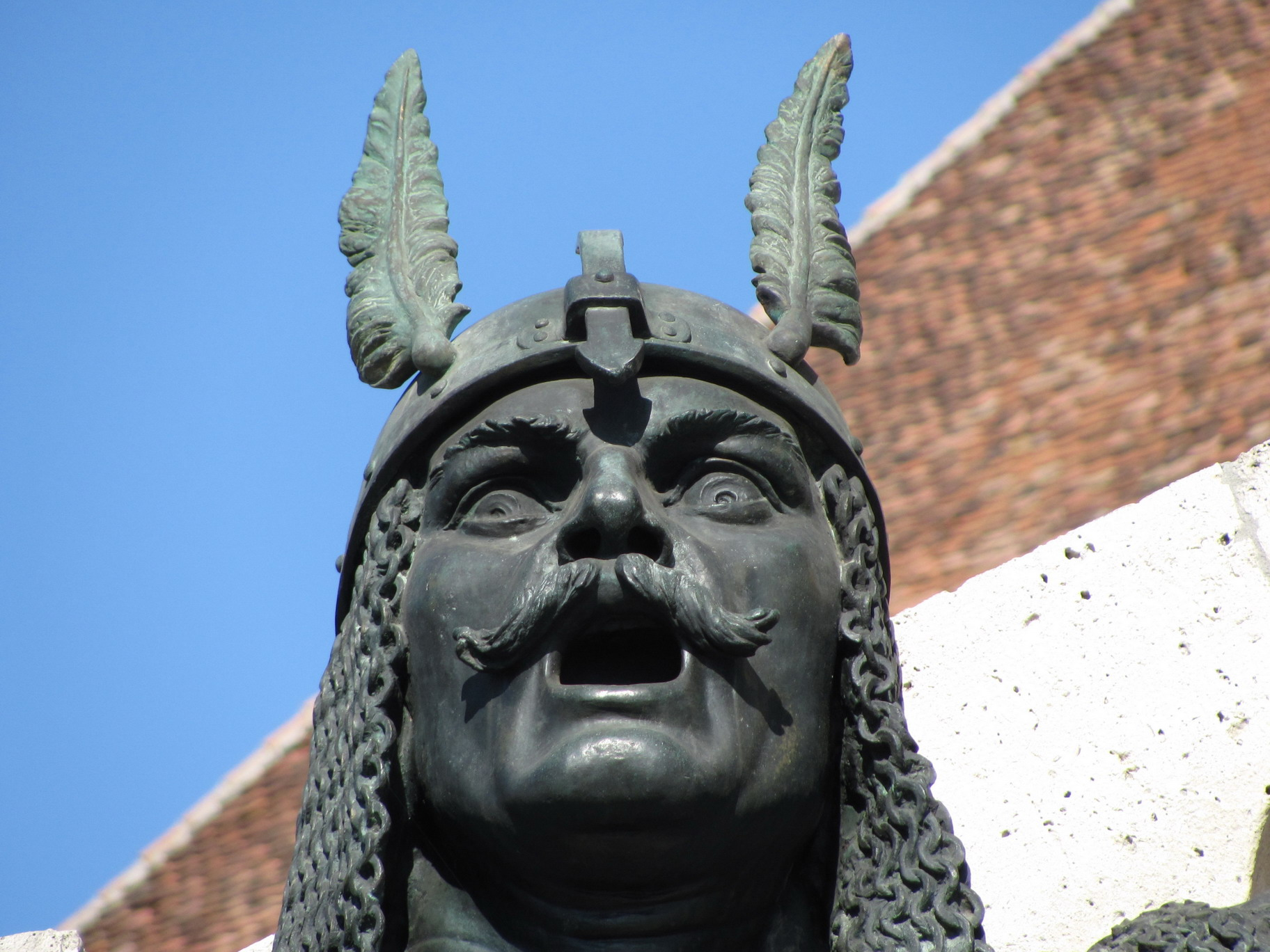
Kinizsi Pál a kenyérmezei hős, Csehország zászlajával
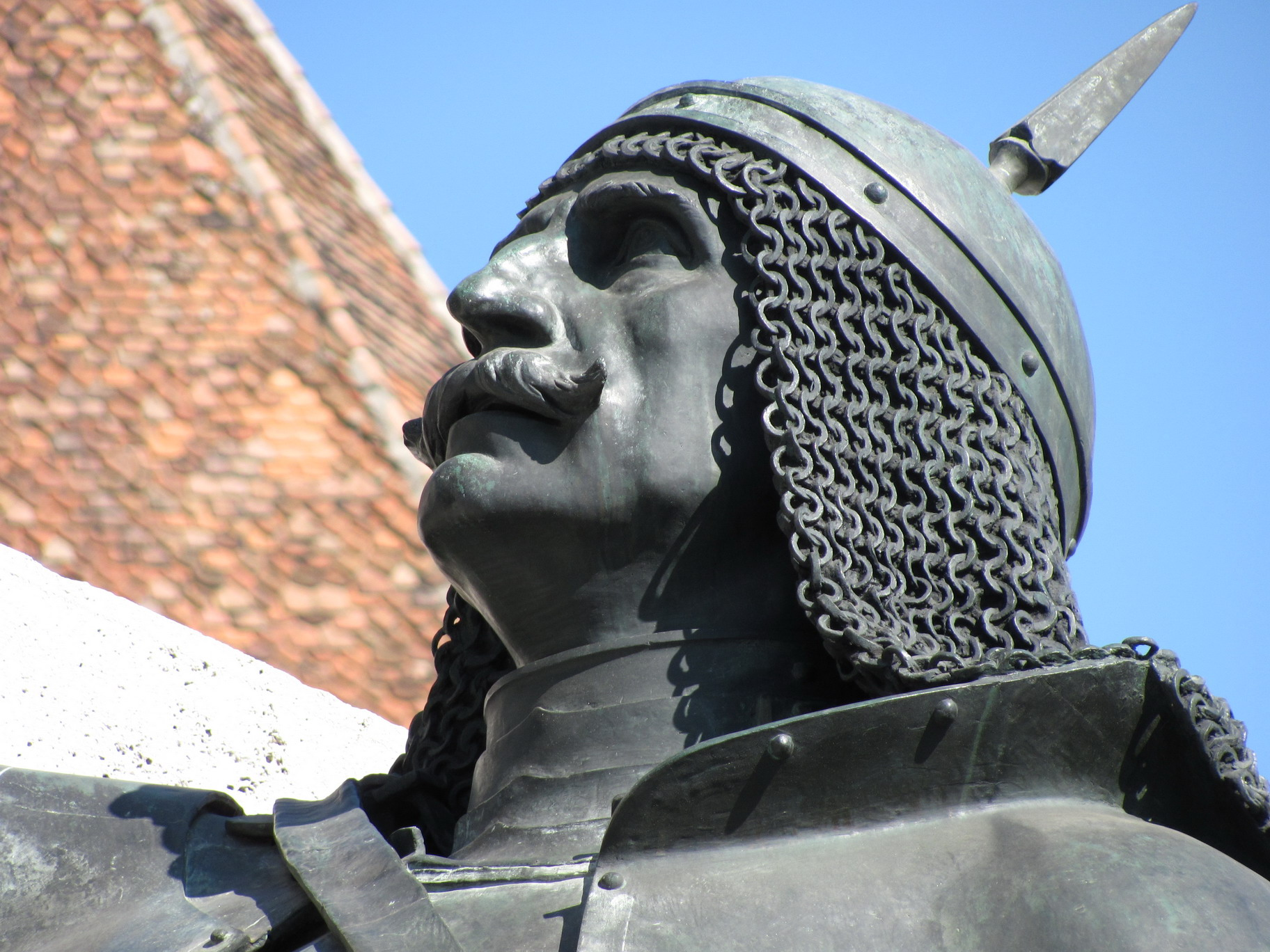
Szapolyai István a nádor, Bécs és Ausztria kormányzója, aki a kétfejű-sasos zászlót tartja és hajtja meg Mátyás előtt
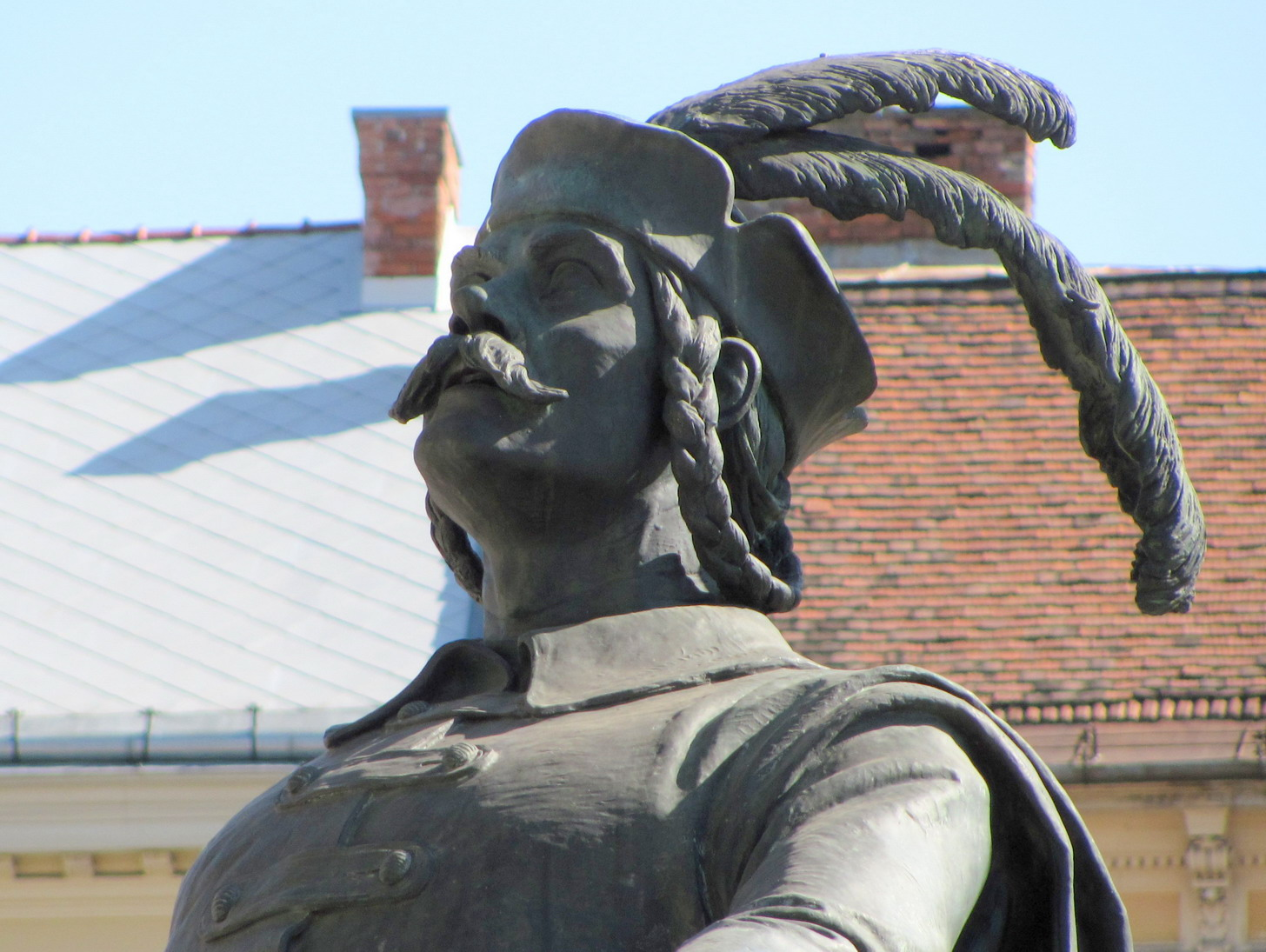
Báthori István erdélyi vajda

A mellékalakok megdöntött zászlórúdjai mintegy a háromszög szárait képezik és összekapcsolják őket a főalakkal, de egyúttal ki is emelik azt. A mű mellékalakjaiban a uralkodó előtti hódolat és győzelmi pátosz ölt testet, melyet Kinizsi Pálnak a tér közönsége felé kiáltó, zászlót tartó alakja fejez ki legjobban. Mellette Magyar Balázs szétvetett lábakkal áll felnézve a királyra. Báthory István karját széttárva szemléli a győzelmi zászlókat, míg Szapolyai István nádor jobb kezében felemeli Mátyás lobogóját, baljában pedig meghajtja a kétfejű-sasos zászlót. A királyon és három mellékalakon is vértek hangsúlyozzák ki, hogy a győztes csata most ért véget, csak Báthory István erdélyi vajda visel harci öltözék helyett vállra vetett köpenyt.

### Talapzat

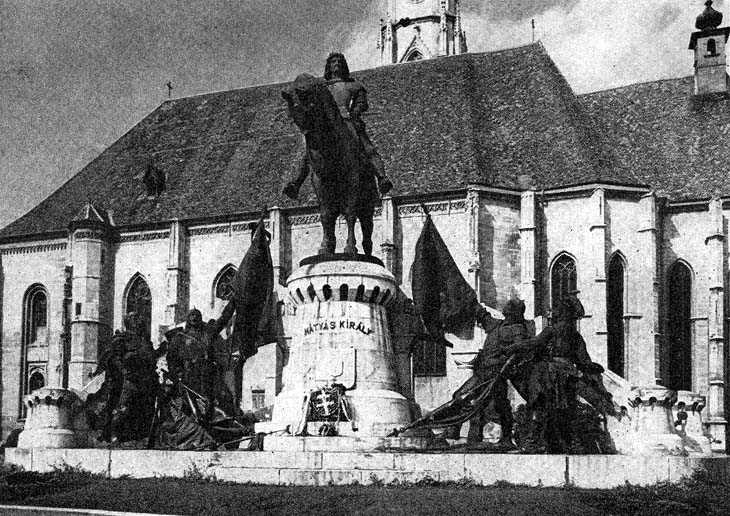
A szobor talapzatát eredetileg Mátyás király saját uralkodói címere díszítette

Fadrusz János nyertes szoborpályázatának talapzata egy stilizált várfok lett. 1894-ben, a szoborcsoport makettjén a talapzaton a Mathias Rex felirat szerepelt, az 1900-as párizsi világkiállításon bemutatott gipsz-modellt azonban már a Mathias Corvinus felirattal látta el. Leleplezésekor, 1902-ben, a „MÁTYÁS KIRÁLY” felirat volt látható, amely alá Mátyás koronával díszített királyi címere került, a szívpajzson a hollós Hunyadi-címerrel. A nagyméretű uralkodói címer kifaragásával Fadrusz Klösz József kolozsvári szobrászt bízta meg, de a Mátyás-kori országcímer vésésében olykor maga is részt vett. A címer felett a Mátyás király felirat állt. A főalaknak helyet adó stilizált várfokot és a mellékalakok elhelyezését biztosító, ovális alakú, lépcsőzetesen emelkedő talapzatot is Pákey Lajos, a város főépítésze tervezte, a kivitelezést Gerstenbrein Tamás cége nyerte el. A szoboravatás alkalmából Pákey a Ferenc József-rend lovagkeresztje uralkodói kitüntetésben részesült.

## Jelentősége

### Másolatai
- Az emlékmű főalakjáról a budavári palota Hunyadi-termének díszítésére a művész bronzból egy méter magas másolatot készített. A súlyosan megrongálódott épületből a második világháború után a Károlyi-palotába az Országos Emlékműfelügyelőséghez, innen a Magyar Nemzeti Galériába került.[107][95]
- A főalak fejének bronz másolatát Visegrádon állították fel.[108][109][95]
- A fej egy gipszmásolata a Kolozsvári Szépművészeti Múzeumban látható.[110]

### Nyomtatott művek
- Asztalos Lajos. Kolozsvár épített kincsei. Stúdium (2008). ISBN 978-973-643-159-3
- Margit Feischmidt: Ethnizität als Konstruktion und Erfahrung. Symbolstreit und Alltagskultur im siebenbürgischen Cluj. Münster: LIT. 2003.  ISBN 9783825866273
- Henszlmann Lilla: Fadrusz János. Budapest: Egyetemi Nyomda. 1954.
- Hercsuth Kálmán: Fadrusz János élete és művészete. Pozsony: Augermayer. 1910.
- Fadrusz Mátyás. In  Lászlóffy Aladár: Gyarló és kalapács. Budapest: Kortárs. 2004.  ISBN 9639297984
- Lázár Béla: Fadrusz János élete és művészete. Budapest: Athenaeum. [1923].
- Miklósi-Sikes Csaba: Fadrusz János élete és az erdélyi köztéri szobrászat a 19. században. Székelyudvarhely: Haáz Rezső Alapítvány. 2003.  = Múzeumi Füzetek,  22. ISBN 9738595630
- Soós Gyula: Fadrusz János. Budapest: Képzőművészeti. 1961.  = Magyar mesterek,

### Sajtóhírek
- Kolozsvári Mátyás-szobor: a csavarnyomokat is megóvták.  Népszabadság,   (2011. november 21.)

### Internetes anyagok
- Mihály Melinda:  Mátyás-szoborcsoport, Kolozsvár. lexikon.adatbank.ro (2010. június 1.)  (Hozzáférés: 2018. augusztus 4.)
- A kolozsvári Mátyás-szobor dokumentációja 1944-ből. erdelyikepek.blog.hu (Hozzáférés: 2018. augusztus 16.)
- A Mátyás szobor címere 1944-ből. m.blog.hu
- Blos-Jáni Melinda:  Mátyás, a képeslapok királya. www.maszol.ro (Hozzáférés: 2018. augusztus 18.) arch
- A Mátyás szobor közelről - fotók a restaurálás idejéből. www.youtube.com